# 郭则沉

郭則沉近照

郭则沉（1906年—1973年10月28日），男，陕西临潼人，中华民国、中华人民共和国政治人物、民主人士。

## 生平
郭则沉是陕西省临潼县界坊村（今属西安市阎良区）人。1919年，郭则沉入临潼县关山镇高等小学。1923年，他考入陕西省立第三中学。1926年春，他到日本留学。在日本期间，他阅读了马克思主义著作及《新青年》等刊物。同年，他经崔孟博介绍加入中国共产党。1927年，他归国返回陕西，在中共西安地方组织中搞宣传工作。蒋介石发动清党后，他再度到日本留学，在东京帝国大学旁听课程。期间，他对马克思主义经济学很感兴趣，着手学习俄文、德文，以备钻研马克思主义经济学。1928年，他结识了来日本休养的杨虎城，几乎每天都和杨虎城谈话，受到杨虎城赏识。同年冬，他随杨虎城归国。1929年夏，他经杨虎城资助，到德国柏林大学学习经济学。期间，中共党员王炳南、江隆基也从陕西来到德国学习，他们帮郭则沉恢复了中共的组织关系。
1931年九一八事变爆发后，旅德中国留学生举行声援抗日活动，郭则沉奉派到捷克斯洛伐克宣传中国人民抗日事迹并开展募捐，不久返回柏林。1932年，郭则沉考入普鲁士高等警官学校，此后在该校学习两年。1934年7月，他归国，任西安绥靖公署（杨虎城任主任）下属步兵训练班政治教官。1936年西安事变后，他出任陕西省保安司令部政治指导员。
1937年7月抗日战争爆发后，郭则沉任一七七师（李兴中任师长）政训处处长，不久随该部开往合阳、韩城、朝邑地区，守卫黄河西岸。当时黄河西岸七县成立了民众委员会，郭则沉负责组织民众配合军队守卫黄河河防。后来，他应王友直的邀请，出任陕西省抗敌后援会宣传部主任、陕西省教育厅科长。
1940年，他来到重庆，参加中华民族解放行动委员会。1941年春，他加入中国民主政团同盟，并任陆军用具制造厂厂长。1942年夏，他到西安，同杜斌丞、杨明轩等人商议成立中国民主政团同盟西北地方组织，开展抗日民主活动。1944年9月，中国民主政团同盟改组为中国民主同盟，他当选中国民主同盟中央委员兼组织委员会副主任，并任西北盟务特派员，持张澜介绍信赴西安同杜斌丞、杨明轩、王菊人等人筹建中国民主同盟西北总支部。1945年10月，国共双方举行重庆谈判，他曾为中共代表周恩来、董必武提供了许多信息。
1946年，中国民主同盟总部迁到南京，他奉命到贵阳筹建民盟贵州支部。此后，他应吴玉章、张友渔的邀请，出任《新华日报》特约撰稿员。同时他还任重庆华侨学院经济系教授兼商业专科学校工商管理系主任。1946年底，他因支持学生反对美国暴行而受到重庆国民党当局缉捕，被迫从重庆赴上海。1947年2月，中华民族解放行动委员会改组为中国农工民主党，他当选中国农工民主党中央常委。同年10月，南京国民政府宣布中国民主同盟为非法组织。他遂秘密同史良等人商议对策，继续留在上海同国民党方面斗争。1948年1月，民盟在香港重建，他即同在香港的章伯钧等人取得了联系。为配合中国共产党的统一战线工作，他曾先后分别派民盟盟员郝宇新、贾振海、张性初等人赴济南、开封、芜湖等地，策划吴化文、冯治安、国民革命军第八十八军军长马师恭的起义，并且介绍民盟盟员刘宗宽赴重庆到张群手下任职。
1949年9月，郭则沉作为中国农工民主党代表，来北平出席了中国人民政治协商会议第一届全体会议。中华人民共和国成立后，他积极参加了土地改革、三反五反运动等政治运动以及社会主义革命和社会主义建设。中华人民共和国成立初期，他还在工商界开展了统一战线工作，曾经为周恩来引见了工商界人士郭增凯、万金油大王胡文虎、胡文豹。
1973年10月28日，郭则沉病逝。

## 社会兼职
曾任第一、二、三届全国人大代表，第二、三、四届全国政协委员，第三、第四届全国政协副秘书长，民盟第一、第二届中央常委及第三届中央委员，中国农工民主党第五届中央工作委员会委员、第六届中央执行局委员、第七届中央主席团委员兼秘书长。